# Stojan Globočnik
Stojan Globočnik, slovenski gradbeni inženir in univerzitetni profesor, * 31. december 1895, Kranj, † 24. april 1985, Ljubljana.     
Diplomiral je 1925 na Tehniški fakulteti v Ljubljani in prav tam 1927 postal predavatelj. Leta 1946 je postal docent in predstojnik novoustanovljenega Inštituta za splošno stavbarstvo. Predaval je o gradbenih elementih, visokih in industrijskih zgradbah, stavbarstvu idr. V raziskovalnem delu se je posvetil statiki železobetonskih konstrukcij in opečnih industrijskih dimnikov. Bil je projektant, sodni izvedenec in nadzornik pri gradnji številnih visokih in industrijskih zgradbah ter mostovih. Napisal je deli: Ekscentrično obremenjeni stebri pravokotnega prereza (1939) in Direktno dimenzioniranje tovarniških dimnikov (1956). 